# Jag fröjdas, när jag tänker på
Jag fröjdas, när jag tänker på är en frikyrklig psalmtext av Carl Lundgren. Den består av sex verser och publicerades första gången i Nöd och Nåd.

## Publicerad i
- Nöd och Nåd, som nummer 21 med titeln "»Se jag kommer snart!»".[1]
- Herde-Rösten 1892, som nummer 247 under Tro och hopp.
- Hjärtesånger (1895), som nummer 239 under Blandade sånger – Under lidanden.